# 特定外来生物による生態系等に係る被害の防止に関する法律
特定外来生物による生態系等に係る被害の防止に関する法律（とくていがいらいせいぶつによるせいたいけいとうにかかるひがいのぼうしにかんするほうりつ、平成16年法律第78号）は、外来生物の規制および防除に関する日本の法律である。外来生物法、外来種被害防止法などと略される。
2004年（平成16年）6月2日に公布され、2005年（平成17年）6月1日に施行された。

## 主務官庁
- 環境省自然環境局野生生物課外来生物対策室

連携
- 農林水産省農村振興局農村政策部鳥獣対策・農村環境課
- 農林水産省動物検疫所
- 国土交通省水管理・国土保全局河川環境課
- 財務省関税局監視課（税関）

## 概要
日本在来の生物を捕食したり、これらと競合したりして、生態系を損ねたり、人の生命・身体、農林水産業に被害を与えたりする、あるいはそうするおそれのある外来生物による被害を防止するために、それらを「特定外来生物」等として指定し、その飼養、栽培、保管、運搬、輸入等について規制を行うとともに、必要に応じて国や自治体が野外等の外来生物の防除を行うことを定める。

## 構成
- 第1章 総則（第1条 - 第3条）
- 第2章 特定外来生物の取扱いに関する規制（第4条 - 第10条）
- 第3章 特定外来生物の防除
  - 第1節 防除の原則（第10条の2）
  - 第2節 主務大臣等による防除（第11条 - 第17条）
  - 第3節 地方公共団体による防除（第17条の2 - 第17条の6）
  - 第4節 国及び地方公共団体以外の者による防除（第18条 - 第20条）
- 第4章 未判定外来生物（第21条 - 第24条）
- 第4章の2 輸入品等の検査等（第24条の2 - 第24条の4）
- 第4章の3 要緊急対処特定外来生物（第24条の5 - 第24条の7）
- 第5章 雑則（第25条 - 第31条）
- 第6章 罰則（第32条 - 第36条）
- 附則

## 経緯
- 2003年 - 12月、中央環境審議会より「移入種対策に関する措置の在り方について（答申）」提出
- 2004年 - 環境省が国会に法律案を提出（3月9日）/ 可決成立（5月27日）/ 公布（6月2日）
- 2005年 - 特定外来生物に指定する第一次の候補リストを発表（1月31日）/ 法及び第一次指定リスト政令施行（6月1日）/ 特定外来生物の第二次指定リストを発表（12月14日）
- 2006年 - 第二次分を施行（2月1日）、第三次指定に関する閣議（7月18日）、第三次指定リスト施行（9月1日）
- 2007年 - 第四次指定リスト施行（9月1日）
- 2008年 - 第五次指定リスト施行（1月1日）
- 2010年 - 第六次指定リスト施行（2月1日）
- 2011年 - 第七次指定リスト施行（7月1日）
- 2013年 - 第八次指定リスト施行（9月1日）
- 2014年 - 第九次指定リスト施行（6月11日）
- 2015年 - 第十次指定リスト施行（3月1日）、第十一次指定リスト施行（10月1日）
- 2016年 - 第十二次指定リスト施行（10月1日）
- 2018年 - 第十三次指定リスト施行（1月15日）
- 2020年 - 第十四次指定リスト施行（11月2日）

## 特定外来生物
この法律では、生態系、人の生命・身体、農林水産業に被害を及ぼしたり及ぼすおそれのある外来生物（侵略的外来種）の中から、規制・防除の対象とするものを、「特定外来生物」として指定する。その指定は、学者などの意見を聞いた上で、主務大臣である環境大臣によって行われ、政令（特定外来生物による生態系等に係る被害の防止に関する法律施行令）に定められる。特定外来生物は、生存しているものに限られ、個体だけではなく、卵、種子、器官なども含まれる。 
特定外来生物とは別に、生態系、人の生命・身体、農林水産業へ被害を及ぼす疑いがあるか、実態がよくわかっていない海外起源の外来生物は「未判定外来生物」に指定される。輸入する場合は、事前に主務大臣に対して届け出る必要がある。 
外国から生物を輸入する場合、税関でその生物が特定外来生物または未判定外来生物かどうかをチェックすることになるが、特定外来生物等と外見がよく似ていて、すぐに判別することが困難な生物がある。これらは「種類名証明書の添付が必要な生物」といい、外国の政府機関等が発行したその生物の種類名が記載されている証明書を輸入の際に添付しなければ輸入できない。 
※詳細は環境省サイト（外部リンク）を参照。

### 第一次指定種
2005年1月31日、環境省は特定外来生物に指定する第一次の候補リストを発表した。6分類群の32種と1科4属、合わせて37の動植物がリスト入りした。
このリストは発表日の特定外来生物等専門家会合で承認され、その後、一般から意見を聴くパブリックコメントを経て再度専門家会合を開き、2005年4月22日に閣議決定され、4月27日にリストが指定された政令（平成17年政令第169号）が公布された。本法とこの政令は6月1日に施行された。
- 哺乳類（11種） - タイワンザル、カニクイザル、アカゲザル、アライグマ、カニクイアライグマ、ジャワマングース、クリハラリス（タイワンリスを含む）、トウブハイイロリス、ヌートリア、フクロギツネ、キョン
- 鳥類（4種） - ガビチョウ、カオグロガビチョウ、カオジロガビチョウ、ソウシチョウ
- 爬虫類（6種） - カミツキガメ、グリーンアノール、ブラウンアノール、ミナミオオガシラ、タイワンスジオ、タイワンハブ
- 両生類（1種） - オオヒキガエル
- 魚類（4種） - オオクチバス、コクチバス、ブルーギル、チャネルキャットフィッシュ（アメリカナマズ）
- 昆虫類（3種） - ヒアリ、アカカミアリ、アルゼンチンアリ
- クモ形類（1科2属7種） - ゴケグモ属の4種（クロゴケグモ〈Latrodectus mactans〉・ジュウサンボシゴケグモ〈Latrodectus tredecimguttatus〉・セアカゴケグモ・ハイイロゴケグモ）、イトグモ属の3種（ドクイトグモ〈Brown recluse spider〉・イエイトグモ〈Chilean recluse〉・ロクソスケレス・ガウコ<Loxosceles gaucho>）、ジョウゴグモ科のAtrax属・Hadronyche属の2属全種、キョクトウサソリ科全種
- 植物（3種） - ナガエツルノゲイトウ、ブラジルチドメグサ、ミズヒマワリ

オオクチバスは、釣り愛好者の反対もあって、分類別の専門家会合で候補リストから外され、一旦は「半年をめどに検討する」ことが決定した。その後、環境大臣小池百合子が「指定回避は先送りと批判されても仕方ない」として担当部局に再検討を指示した結果、一転、盛り込まれることになった。
このリストには、随時追加が可能であり、指定対象は今後も増やされる見通しである。外来クワガタやミシシッピアカミミガメ、チュウゴクモクズガニなどは、生態系への影響が指摘されているが規制が難しいなどとして候補リストから外され、要注意外来生物として公表された。
これらについては、引き続き指定が検討されることとなった。温室トマトの授粉など、農業用に使われるセイヨウオオマルハナバチもリストから外れたが、1年後の指定を目指して、議論が続けられることとなった（その後、チュウゴクモクズガニは第二次指定、セイヨウオオマルハナバチは第三次指定を受けている）。

### 第二次指定種
上記の第一次指定種に加え、下記の種が第二次指定種として2005年12月14日に追加指定され、2006年2月1日に施行された。
- 哺乳類（3属5種） - ハリネズミ属、アメリカミンク、シカ亜科（アクシスジカ属、シカ属（ニホンジカの国内固有亜種を除く）、ダマジカ属、 シフゾウ）、キタリス（エゾリスを除く）、タイリクモモンガ（エゾモモンガを除く）、マスクラット
- 両生類（4種） - コキーコヤスガエル、キューバズツキガエル、ウシガエル、シロアゴガエル
- 魚類（9種） - ノーザンパイク、マスキーパイク、カダヤシ、ケツギョ、コウライケツギョ、ストライプトバス、ホワイトバス、パイクパーチ、ヨーロピアンパーチ
- 昆虫類（1属1種） - テナガコガネ属（ヤンバルテナガコガネを除く）、コカミアリ
- 甲殻類（3属2種） - モクズガニ属（モクズガニを除く）、アスタクス属、ウチダザリガニ（シグナルクレイフィッシュ）、ラスティークレイフィッシュ、ケラクス属
- 軟体動物（1属3種） - ヤマヒタチオビ、カワヒバリガイ属、カワホトトギスガイ、クワッガガイ
- 扁形動物（1種） - ニューギニアヤリガタリクウズムシ
- 植物（9種） - アメリカオオアカウキクサ、オオフサモ（パロットフェザー）、 アレチウリ、オオキンケイギク、オオハンゴンソウ、ナルトサワギク、オオカワヂシャ、ボタンウキクサ（ウォーターレタス）、スパルティナ・アングリカ

### 第三次指定種
2006年7月21日追加指定。同年9月1日施行。
- 昆虫類（2属1種） - クモテナガコガネ属、ヒメテナガコガネ属、セイヨウオオマルハナバチ

### 第四次指定種
2007年8月3日追加指定。同年9月1日施行。
- 爬虫類（1種） - アノリス・アングスティケプス

### 第五次指定種
2007年11月16日追加指定。2008年1月1日施行。
- 爬虫類（6種） - ナイトアノール、ガーマンアノール、イヌバオオガシラ、ボウシオオガシラ、ミドリオオガシラ、マングローブヘビ
- 両生類（6種） - アカボシヒキガエル、オークヒキガエル、キンイロヒキガエル、コノハヒキガエル、テキサスヒキガエル、プレーンズヒキガエル

### 第六次指定種
2009年12月11日追加指定。2010年2月1日施行。
- 哺乳類（1種） - シママングース

### 第七次指定種
2011年5月18日追加指定。2011年7月1日施行。
- 爬虫類（3種） - アノリス・アルログス、アノリス・アルタケウス、アノリス・ホモレキス

### 第八次指定種
2013年7月5日追加指定。2013年9月1日施行。
- 哺乳類（2種） - フィンレイソンリス、フイリマングース

### 第九次指定種
2014年5月27日追加指定。2014年6月11日施行（カナダガンについては2014年8月1日施行）。
- 哺乳類（2種） - タイワンザルがニホンザルと交雑することにより生じた生物、アカゲザルがニホンザルと交雑することにより生じた生物
- 鳥類（1種） - カナダガン
- 魚類（1種） - ホワイトバスがストライプトバスと交雑することにより生じた生物（通称サンシャインバス等）
- 植物（1属1種） - ルドウィギア・グランディフロラ<Ludwigia grandiflora>（亜種オオバナミズキンバイ等。茎及び根を含む）、スパルティナ属全種（茎及び根を含む）

### 第十次指定種
2015年1月9日追加指定。2015年3月1日施行。
- 昆虫類（1種） - ツマアカスズメバチ

### 第十一次指定種
2015年8月21日追加指定。2015年10月1日施行。
- クモ形類（1属） - ゴケグモ属（在来種であるアカオビゴケグモを除く）

### 第十二次指定種
2016年8月15日追加指定。2016年10月1日施行。
- は虫類（2種、3交雑種） - ハナガメ、ハナガメとニホンイシガメの交雑により生じた生物、ハナガメとミナミイシガメの交雑により生じた生物、ハナガメとクサガメの交雑により生じた生物、スウィンホーキノボリトカゲ
- 両生類（4種） - ジョンストンコヤスガエル、オンシツガエル、アジアジムグリガエル、ヘリグロヒキガエル
- 魚類（1科、10種、1交雑種） - オオタナゴ、コウライギギ、ブラウンブルヘッド、フラットヘッドキャットフィッシュ、ヨーロッパナマズ、カワカマス（パイク）科の全種、カワカマス（パイク）科に属する種間の交雑種、ガンブスィア・ホルブロオキ、ラウンドゴビー、ナイルパーチ、ホワイトパーチ、ラッフ
- 植物（3種） - ツルヒヨドリ、ナガエモウセンゴケ、ビーチグラス

### 第十三次指定種
2017年11月21日追加指定。2018年1月15日施行。（ガー科全種及びガー科の交雑種については2018年4月1日施行）
- 鳥類（2種） - シリアカヒヨドリ、ヒゲガビチョウ
- 魚類（1科、1交雑種） - ガー科の全種、ガー科に属する種間の交雑種
- 昆虫（12種） - アカボシゴマダラのうちアカボシゴマダラ奄美亜種以外のもの、クビアカツヤカミキリ、アングラートゥスマルバネクワガタ、バラデバマルバネクワガタ、ギガンテウスマルバネクワガタ、カツラマルバネクワガタ、マエダマルバネクワガタ、マキシムスマルバネクワガタ、ペラルマトゥスマルバネクワガタ、サンダースマルバネクワガタ、タナカマルバネクワガタ、ウォーターハウスマルバネクワガタ

### 第十四次指定種
2020年9月11日追加指定。2020年11月2日施行。
- 昆虫（4種群、1種、1交雑種） - ハヤトゲフシアリ、ソレノプスィス・ゲミナタ種群、ソレノプスィス・サエヴィスィマ種群、ソレノプスィス・トゥリデンス種群、ソレノプスィス・ヴィルレンス種群、以上４種群に属する種間の交雑により生じた生物
- 甲殻類（4科、1種） - ディケロガンマルス・ヴィルロスス、ザリガニ科全種、アメリカザリガニ科に属する種のうちアメリカザリガニ以外のもの、アジアザリガニ科に属する種のうちニホンザリガニ以外のもの、ミナミザリガニ科全種
- 植物（3種） - エフクレタヌキモ、ウトゥリクラリア・インフラタ、ウトゥリクラリア・プラテンスィス

### 要緊急対処特定外来生物
2022年5月、「特定外来生物による生態系等に係る被害の防止に関する法律の一部を改正する法律」が公布された。本改正では、特定外来生物のうち、まん延した場合には著しく重大な生態系等に係る被害が生じ、国民生活の安定に著しい支障を及ぼすおそれがあるため、当該特定外来生物又はその疑いのある生物を発見した場合において検査、防除その他当該特定外来生物の拡散を防止するための措置を緊急に行う必要があるものを「要緊急対処特定外来生物」として政令で定めることが規定された。
これにより、2023年5月から主務大臣等は、特定外来生物の生息又は生育の状況等の情報を収集するための調査に、必要な限度において、その職員又はその委任した者に、他人の土地又は水面に立ち入って調査を行わせること、特定外来生物等が付着等しているおそれのある輸入品等があると認めるときは、その職員に輸入品等の所在する土地又は施設に立ち入ることができるとともに、付着又は混入している輸入品等、土地又は施設を検査することや、消毒・廃棄すべきことを命じることが可能となる。
- 昆虫類（1種） - ヒアリ

### 条件付特定外来生物
2022年5月に成立した「特定外来生物による生態系等に係る被害の防止に関する法律の一部を改正する法律」において、新たに特定外来生物を指定する際に、その規制の一部を適用除外とすることを政令で定めることができるとする規定が新設された。2023年6月1日以降、野外への放出、輸入、販売、購入、頒布等を許可なしに行うことが禁止される。
- は虫類（1科、1種） - アカミミガメ
- 甲殻類（1科、1種） - アメリカザリガニ

### 生態系被害防止外来種
懸念が指摘されている生物については要注意外来生物として、特定外来生物への指定を視野に入れ別途指定されていたが、2015年3月26日をもって「生態系被害防止外来種」に制度を変更した。
以下の4つのカテゴリに、2009年2月現在で計148種類が選定されていた。
1. 被害に係る一定の知見があり、引き続き指定の適否について検討する外来生物
2. 被害に係る知見が不足しており、引き続き情報の集積に努める外来生物
3. 選定の対象とならないが注意喚起が必要な外来生物（他法令の規制対象種）
4. 別途総合的な取組みを進める外来生物（緑化植物）

## 罰則
違反に対しては罰則が設けられている。特定外来生物について、販売・頒布目的での飼養、不正な飼養、許可のない輸入や販売、野外へ放つなどの行為に対しては、個人には3年以下の拘禁刑や300万円以下の罰金、法人には1億円以下の罰金が科される。また、特定外来生物について販売・頒布以外の目的での飼養、未判定外来生物について通知なしの輸入に対しては、個人には1年以下の拘禁刑または100万円以下の罰金、法人には5,000万円以下の罰金が科される。

## 動物愛護法、鳥獣保護法との関係
譲渡や遺棄が禁止されているため、ペットであった特定外来生物が飼養許可を得られぬままとなった場合、またそれらが繁殖し生じた次世代個体は、事実上殺す以外処分の方法がないことになる。これに対し、動物愛護団体から異議が申し立てられている。
外来生物法においては、野生の特定外来生物の防除は、特定外来生物の種類、防除の区域及び期間、防除（捕獲、採取又は殺処分）の方法などの事項を公表して指定し、防除の実施は、国もしくは自治体、または環境大臣の認定を受けたNPO等の団体が、行うものとされている。外来生物法に基づく防除については、鳥獣の保護及び管理並びに狩猟の適正化に関する法律（鳥獣保護法）の規定は適用されない。
特定外来生物が動物である場合には、動物の愛護及び管理に関する法律（動物愛護法）により、殺処分はできる限りその動物に苦痛を与えない方法によってしなければならないとされている。
その他、動物愛護法に関する事項の詳細は、動物の愛護及び管理に関する法律を参照のこと。